# Tanjung Uban Kota
Tanjung Uban Kota is een bestuurslaag in het regentschap Bintan van de provincie Riau-archipel, Indonesië. Tanjung Uban Kota telt 8624 inwoners (volkstelling 2010).